# Pierre de Lamanon
Pierre de Lamanon, anche detto Peire de Lamanon (Lambesc, ... – Provenza, ...; fl. XIII-XIV secolo) è stato un funzionario, militare e ambasciatore francese, giustiziere di Sicilia al di qua del Salso, al di là del Salso e di Capitanata.

## Biografia

### Famiglia e origini
Pierre de Lamanon nacque a Lambesc da una famiglia nobile di origini catalane, stabilitasi lì durante il regno di Alfonso I di Aragona.
Il nonno paterno fu Ponç de Bruguers o de Brugeiras, funzionario del re Alfonso I nella Bassa Provenza rodanica, il quale lo ricompensò con il castrum di Lamanon, il boage sulle terre di Saint-Canadet e Félines, la signoria di Rognes, alcuni diritti su Lambesc, Noves, Saint-Cannat e l'albergue di Pélissanne; il padre di Pierre, Ponç, e lo zio, Bertran de Lamanon, furono anch'essi funzionari al servizio del re.
Dopo la morte del nonno, nel 1210, il padre Ponç ereditò i diritti su Lamanon, Rognes e Noves, mentre lo zio Bertran si mise al servizio del conte Raimondo Berengario IV di Provenza e, in seguito, di Carlo I d'Angiò.

### Al servizio di Carlo I d'Angiò
Dopo che fu istruito, Pierre si mise al servizio di Carlo I d'Angiò, il quale gli affidò i giustizierati di Sicilia Citra e Ultra flumen Salsum, quest'ultimo tenuto sino alla fine del 1269, anno in cui gli subentrò Berardo di Tortoreto, divenendo anche feudatario di terre in Sicilia, Puglia, Basilicata, Calabria, Abruzzo e Campania e fu, nell'ottobre 1265, tra i 140 cavalieri provenzali e francesi che partirono per la Sicilia, accompagnato dallo zio Bertran e dal nipote Guglielmo.
Nel 1266 prese parte alla battaglia di Benevento contro Manfredi di Sicilia, nel 1268 nella battaglia di Tagliacozzo contro Corradino di Svevia e nel 1282-1283, durante i Vespri siciliani, nella resistenza degli abitanti di Sperlinga contro i ribelli.
Dalla fine del 1269 al 1275, tuttavia, probabilmente non ricevette incarichi amministrativi o politici, poiché non vi è traccia nei documenti ufficiali, mentre nel 1271 fu investitito del feudo di Pettineo.
Nel 1282 fu nominato castellano di Neocastro, in Calabria, e di Rocca Sant'Agata, probabilmente l'attuale Sant'Agata di Puglia o Rocca S. Agathes in Capitanata.
Nel 1284, dopo un periodo di prigionia di qualche mese, ottenne da Carlo I d'Angiò tutti i diritti che la Curia aveva nel casale di Afragola, in risarcimento di tutti i beni perduti in seguito alla rivolta in Sicilia o come parte dello "stipendio" di 100 once annue assegnatogli nel 1283.
In una denuncia del 1292, inoltre, fu ritenuto, insieme a Pierre de Braye e Simon de Maurespect, responsabile degli omicidi avvenuti ad Apricena, ma secondo Carlo Cerbone si tratterebbe di un errore di Carlo De Lellis; in quello stesso anno, infatti, visse probabilmente alla corte reale di Napoli.

### Incarichi diplomatici
Nel 1275 circa il re Carlo lo inviò, insieme al milite Giovanni da Lentino, il maestro Nicola Pipitono di Palermo, il saggiatore dell'oro e dell'argento Filippo Saladino e l'interprete Manfrido de Esula di Palermo, presso il re di Tunisi per riscuotere il pagamento del tributo con l'incarico di trasportare il denaro nel Regno.
Nel 1280 fu nuovamente inviato al re di Tunisi per riscuotere il tributo, accompagnato dai militi Giovanni Mansella di Salerno e Nicola de Edem, il chierico Guarino, Perone de Artussa di Messina e l'interprete Lauro, ricevendo dal re una scorta di venti cavalieri stipendiari per portare il denaro a Napoli.
Il 3 dicembre 1283 Carlo II di Napoli lo inviò, insieme al giureconsulto Giovanni di Aversa, a Genova come ambasciatore per trattare con la Repubblica l'invio di cinquanta o quaranta galere per la spedizione di Sicilia.
Nell'agosto 1285 Carlo II, prigioniero degli aragonesi in Sicilia, lo mandò come ambasciatore, insieme a A. Galaart o Galard e il tesoriere Adamo de Doussy, da re Pietro IV di Aragona, con la missione di liberare il principe.
Il 25 giugno 1289 Carlo II gli affidò il giustizierato di Capitanata e le terre di Monte Sant'Angelo e il capitanato di Lucera per 2 once al mese.

### Morte
Tuttavia, dopo il 1292 de Lamanon non comparve più nei documenti del Regno, anche se in un documento del 15 dicembre 1309, viene menzionato un Petrus de Alamannono, signore di metà del castello di Lamanon e della quinta parte di Lambesc; tuttavia, non è certo se sia stato lo stesso de Lamanon; questi, infatti, trascorse, probabilmente, la vecchiaia in Provenza, dove morì.